# Bahnhof Girona
Der Bahnhof Girona ist der Bahnhof in der spanischen Stadt Girona an der Costa Brava und befindet sich in Besitz der Infrastrukturbehörde Adif. Er liegt an der internationalen Verbindung Frankreich–Barcelona und wird seit 2013 von Hochgeschwindigkeitszügen bedient.

## Geschichte
Die ersten Züge erreichten Girona im Jahr 1862, als die Strecke aus Maçanet (heute Bahnhof Maçanet–Massanes) eröffnet wurde.
1973 wurde die Strecke im Stadtgebiet von Girona erhöht und ein neuer Bahnhof an derselben Stelle eröffnet. 2013 erlebte der Bahnhof eine Erweiterung durch einen unterirdischen Bahnhofsteil, als die Schnellfahrstrecke Barcelona–Figueres-Vilafant dem Betrieb übergeben wurde. Seitdem wird Girona von den Hochgeschwindigkeitszügen AVE und TGV bedient. Ursprünglich war die Verlegung des breitspurigen Teils unter die Erde geplant, jedoch wurde dieses Vorhaben auf unbestimmte Zeit nach hinten verschoben, so dass das heutige Provisorium wohl noch einige Jahre Bestand haben wird.

## Anlage
Der Bahnhof Girona besteht aus einem viergleisigen oberirdischen Teil, über den der Breitspurbetrieb läuft. Das Stammgleis Barcelona–Portbou ist seit dem Einbau eines Dreischienengleises mit iberischer Breit- und Regelspur zwischen dem Güterbahnhof Girona und Viamalla, so dass bereits vor Vollendung des Stadttunnels Güterzüge von Frankreich zum Güterbahnhof Montmeló östlich von Barcelona verkehren konnten. Das östliche Randgleis im Personenbahnhof ist seitdem nur noch regelspurig. Die beiden Kopfgleise auf der Ostseite wurden zur Vereinfachung des Weichenbaues abgebunden. Die Längen der beiden Randgleise ermöglichen das Kreuzen und Überholen auch von Güterzügen. Die vier Gleise werden durch zwei Bahnsteige erschlossen. Der unterirdische Teil umfasst zwei Bahnsteig- und zwei Durchfahrgleise. Die Verbindung zum übrigen Bahnhof wird mit Rolltreppen und Aufzügen sichergestellt.
Die Anlagen im Tunnel sind nur regelspurig und mit 25 kV Wechselspannung bei 50 Hz elektrifiziert, die oberirdischen Breit-, Misch- und Regelspurgleise mit 3 kV Gleichspannung.

## Verkehr

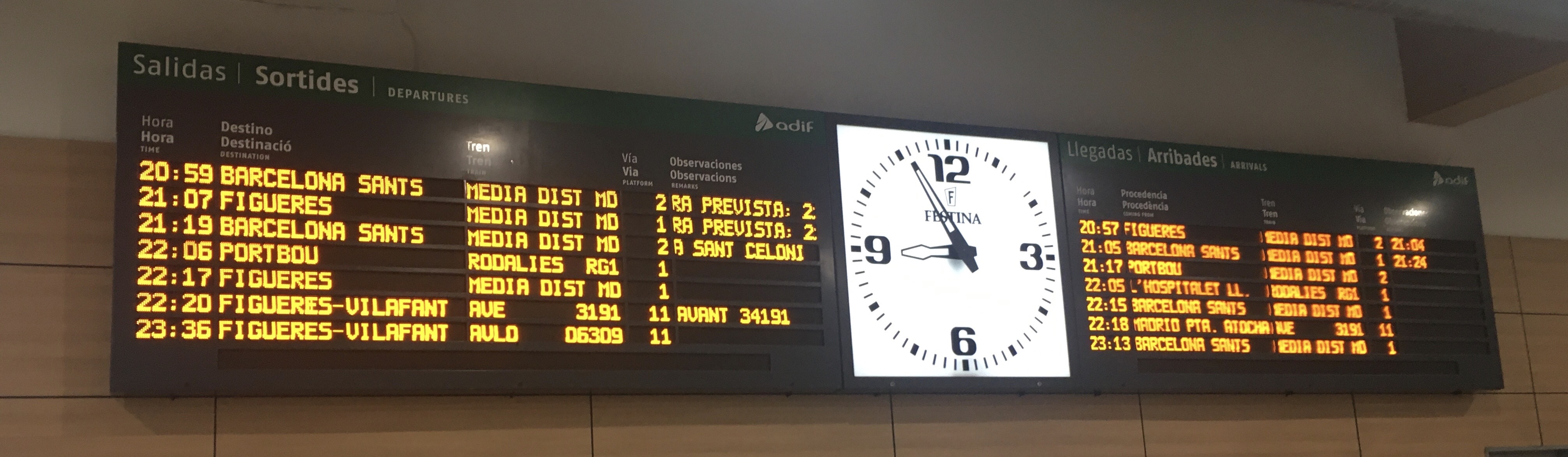
Abfahrtstafel für Züge

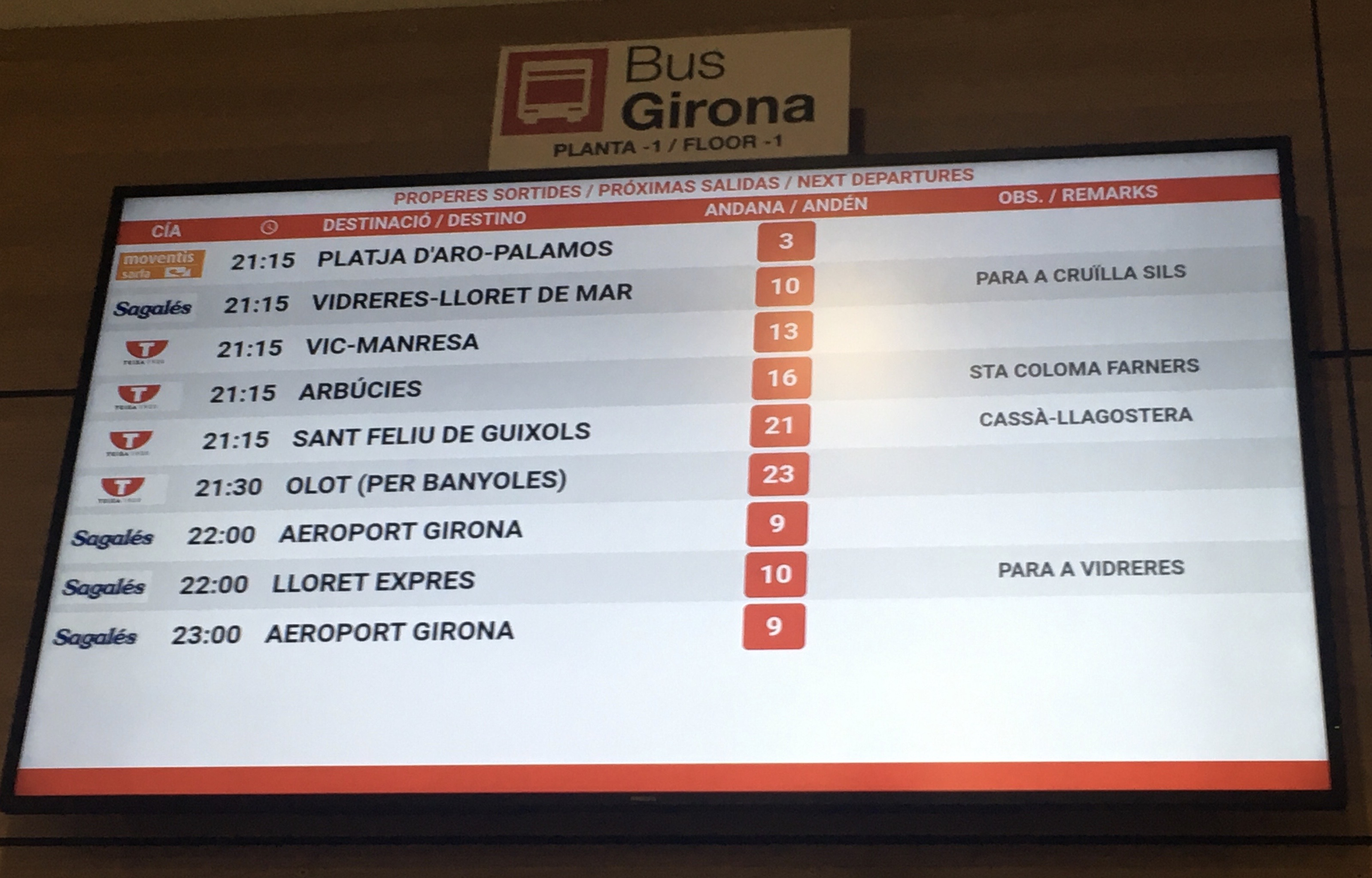
Abfahrtstafel für Busse

### Fernverkehr
Seit Ende 2013 verkehren auf der bereits im Januar 2013 fertiggestellten Schnellfahrstrecke Barcelona–Figueres-Vilafant Hochgeschwindigkeitszüge der Gattungen AVE (RENFE) und TGV (SNCF). Diese von beiden Bahnen in Kooperation betriebenen Züge halten in Girona, was folgendes Angebot ergibt:
- AVE Madrid Atocha–Barcelona Sants–Girona–Figueres-Vilafant (achtmal täglich)
- AVE Madrid Atocha–Barcelona Sants–Girona–Figueres-Vilafant–Perpignan–Montpellier-Saint-Roch–Nîmes–Avignon TGV–Aix-en-Provence TGV–Marseille-Saint-Charles (einmal täglich)
- AVE Barcelona Sants–Girona–Figueres-Vilafant–Perpignan–Toulouse-Matabiau (einmal täglich)
- TGV Barcelona-Sants–Girona–Figueres-Vilafant–Perpignan–Montpellier–Nîmes–Valence TGV–Paris Gare de Lyon (zweimal täglich)
- TGV Barcelona-Sants–Girona–Figueres-Vilafant–Perpignan–Montpellier–Nîmes–Valence TGV–Lyon Part-Dieu (einmal täglich)

Des Weiteren verkehrt einmal pro Tag ein Euromed-Zugpaar von Figueres-Vilafant nach Valencia Joaquin Sorolla.
Künftig soll noch ein tägliches TGV-Zugspaar zwischen Barcelona-Sants und Genève dazukommen, das ebenfalls in Girona halten wird.
Bis Ende 2012 hielten noch die von Elipsos betriebenen Talgo-Hotelzüge nach Zürich HB und Milano Centrale in Girona, bis Ende 2013 derjenige nach Paris-Austerlitz. Bis April 2015 wurde der Bahnhof Girona einmal wöchentlich durch den Nachtzug Estrella Costa Brava bedient, welcher von Portbou über Figueres, Girona, Calella, Mataró, Barcelona-Sants und Madrid Atocha nach Madrid Chamartín verkehrte. In der Gegenrichtung verkehrte der Zug ebenfalls einmal pro Woche bis Cerbère.

### Regionalverkehr
Der Regionalverkehr wird von zwei Linien des katalanischen Regionalverkehrsnetzes geführt. Die Linie R11 führt Züge als Regional und Media Distancia von Barcelona-Sants über Granollers (nur Regional), Girona und Figueres nach Cerbère/Portbou. Die Züge aus Barcelona enden in Cerbère, diejenigen nach Barcelona beginnen in Portbou.
Um diese Züge, die Linie R1 der Rodalies Barcelona und den Umsteigeknoten Maçanet-Massanes zu entlasten, wurde am 24. März 2014 die Marke der Cercanias Girona eingeführt. Unter der Linienbezeichnung RG1 verkehren zweistündlich Nahverkehrszüge von Figueres über Girona, Blanes, Calella, Mataró und Barcelona-Sants nach L’Hospitalet de Llobregat. Somit erhalten nun die Orte an der Costa del Maresme Anschluss an den AVE-Bahnhof in Girona.